# 42nd Street (comédie musicale)
Pour les articles homonymes, voir 42nd Street et 42e Rue.
42nd Street est une comédie musicale américaine présentée avec succès à Broadway en 1980 au Foxwoods Theatre. Le livret est de Michael Stewart (en) et Mark Bramble (en) d'après le roman de Bradford Ropes (en), les paroles d'Al Dubin, la musique de Harry Warren, les chorégraphies de Gower Champion. Le spectacle connut de nombreuses reprises et remporta le Tony Award du meilleur musical et de la meilleure chorégraphie en 1981.

## Rôles
- Julian Marsh, un metteur en scène
- Peggy Sawyer, une choriste
- Billy Lawlor, un ténor vedette
- Dorothy Brock
- Maggie Jones, productrice de Pretty Lady
- Bert Barry, producteur
- Abner Dillon
- Andy Lee, chorégraphe et directeur de danse
- Pat Denning, régisseur
- Mac, régisseur
- Oscar, pianiste
- Ann Reilly, Lorraine Flemming, Phyllis Dale, et Gladys : des choristes
- Un docteur

## Argument

### Acte I
En 1933 à Broadway les auditions sont presque terminées pour le nouveau spectacle Pretty Lady de Julian Marsch quand la chanteuse Peggy Sawyer arrive à New York, valise à la main, fraîchement débarquée du bus en provenance d'Allentown en Pennsylvanie. Malgré son retard elle est embauchée comme danseuse remplaçante. Peu après arrive Dorothy Brook, la vedette du spectacle, qui n'est plus montée sur scène depuis dix ans. Officiellement fiancée au producteur Abner Dillon, elle ne peut pas fréquenter son amant Pat Denning car Dillon pourrait rompre le contrat avec Julian Marsch. Pat doit donc quitter la troupe. Le soir du spectacle, Peggy heurte accidentellement la cheville de Dorothy et se fait renvoyer.

### Acte II
Dorothy a la cheville cassée et ne peut plus remonter sur scène. Les danseurs de la troupe, pensant que Peggy est assez talentueuse pour la remplacer, convainquent Julian Marsch de venir la chercher à la gare. D'abord fâchée contre le directeur, Peggy finit par accepter sa proposition. Elle travaille alors très dur pour assurer le premier rôle. Peu de temps avant le spectacle, Dorothy lui rend visite et reconnait son talent. La représentation est un triomphe pour la jeune danseuse, Julian Marsch savoure son succès en reprenant le thème final de Pretty Lady.

## Numéros

### Acte I
1. Ouverture
2. Audition
3. Young and Healthy
4. Shadow Waltz
5. Shadow Waltz
6. Go into Your Dance[1]
7. You're Getting to Be a Habit with Me
8. Getting Out of Town
9. Dames
10. Keep Young and Beautiful
11. I Only Have Eyes for You
12. I Know Now
13. We're in the Money
14. Finale

### Acte II
1. Entr'acte
2. There's a Sunny Side to Every Situation
3. Lullaby of Broadway
4. About a Quarter to Nine
5. With Plenty of Money and You
6. Shuffle off to Buffalo
7. Forty-Second Street
8. Forty-Second Street
9. Finale